# Woo Weekend
Woo Weekend – trzydziesty singel koreańskiej piosenkarki BoA. Singel został wydany 21 lipca 2010 roku.

## Lista utworów
- CD singel, CD maxi-singel (21 lipca 2010)[1]

1. „Woo Weekend” – 3:58
2. „No Dance, No Life” – 3:50
3. „Woo Weekend Inst” – 3:53
4. „No Dance, No Life Inst” – 3:47

- CD singel, CD maxi-singel, DVD, DVD Video (21 lipca 2009)[2]

1. „Woo Weekend” – 3:58
2. „No Dance, No Life” – 3:50
3. „Woo Weekend Inst” – 3:53
4. „No Dance, No Life Inst” – 3:47

DVD-1 „Woo Weekend” (Music Video)

## Notowania na Listach przebojów
| Kraj    | Lista (2010)         | Najwyższa pozycja |
| ------- | -------------------- | ----------------- |
| Japonia | Weekly Singles Chart | 10                |